# 石狩號護衛艦
石狩號護衛艦（DE-226）是日本海上自衛隊用艦，為筑後型的後繼艦。
原先筑後型代替艦的計畫是規劃1千噸級的沿岸警備艦（PCE），為因應冬季日本海惡劣海象需求最終朝向大型化改造，成為護航驅逐艦（DE）等級的軍艦。
石狩號的特徵是使用了許多當時海上自衛隊首度操作的裝備，包括魚叉飛彈，導控76快砲的FCS-2，以及柴燃複合推進裝置。雖然原始設計為反潛用途，但艦體體積不容許裝設美製反潛火箭發射器，只能用射程較短的無導引反潛火箭，實際上更偏向反艦巡邏艦；艦上只安裝對海搜索雷達，防空能力有限，雖然原本有安裝方陣快砲的計劃，但最終並未實裝。
石狩號在使用1980年代時相當先進的自動控制動力與設計裝置後，需要的操作員較以往軍艦少。但此級艦被評估為太小缺乏未來改裝容餘, 所以並未增產；需求則由本艦略為放大修改艦體設計的改良版本夕張級接替。
| 編號   | 艦名     | 開工      | 下水      | 服役      | 退役       | 母港   |
| ------ | -------- | --------- | --------- | --------- | ---------- | ------ |
| DE-226 | 石狩（いしかり） | 1979/5/17 | 1980/3/18 | 1981/3/28 | 2007/10/17 | 陸奧市 |